# Lawrence Edward Payne
Lawrence Edward Payne (McLeansboro, Condado de Hamilton, Illinois, 2 de outubro de 1923 ou Enfield (Illinois) — Ithaca, Nova Iorque, 11 de agosto de 2011) foi um matemático estadunidense.
Dentre seus doutorandos está James Henry Bramble.

## Obras
Payne publicou cerca de 300 artigos científicos e dois livros.
- Static Wheel Loads on Airplane Landing Slabs. Thesis (M.S.), Iowa State College, 1948.
- Torsion and flexure of composite sections. Thesis (Ph.D.), Iowa State College, 1950.
- com Robin John Knops: Uniqueness theorems in linear elasticity (Springer tracts in natural philosophy, Volume 19). Springer, Berlim, 1971, ISBN 3-540-05253-4, ISBN 0-387-05253-4
- Improperly Posed Problems in Partial Differential Equations (CBMS-NSF regional conference series in applied mathematics, Volume 22). Society for Industrial and Applied Mathematics (SIAM), Philadelphia, 1975.